# 吉姆·特魯-福斯特
吉姆·特魯-福斯特（英語：Jim True-Frost，1966年7月31日—）是美國的一位舞台、電視和電影演員。他最著名的作品是在HBO節目火線重案組中飾演Roland "Prez" Pryzbylewski角色。